# YG Treasure Box
YG Treasure Box (hangul: YG보석함, RR: YGboseogham), es un programa de supervivencia de canto y rap surcoreano emitido desde el 16 de noviembre del 2018 hasta ahora, través de VLIVE, JTBC2 y YouTube.

## Formato
La primera temporada del programa contó con 29 aprendices masculinos, la mayoría entre los 14 y 19 años de edad. Los 29 participantes son divididos en 4 grupos: el Group A está conformado por trainees veteranos, el grupo Group B por trainees principiantes, el Group C por los aprendices más jóvenes y el Group J por trainees japoneses.
Durante el programa, los espectadores pueden votar por su integrante favorito mediante V LIVE. Al final de la primera temporada, los ganadores conformarán el nuevo grupo masculino de YG Entertainment, el cual debutará en el 2019.
El 18 de enero del 2019 el programa anunció a los 4 primeros miembros del grupo: Watanabe Haruto, Bang Ye-dam, So Jung-hwan y Kim Jun-kyu,  también anunció que los 3 miembros restantes serían dados a conocer a través de las transmisiones de V Live a las 11:00am KST. El 21 de enero se dio a conocer que el quinto miembro es Park Jeong-woo, el 23 de enero se dio a conocer al sexto miembro: Yoon Jae-hyuk y el 25 de enero al séptimo y último miembro: Choi Hyun-suk.
El 25 de enero del mismo año los siete finalistas realizaron una transmisión especial a través de V Live, para hablar sobre sus experiencias en el programa. Finalmente el 28 de enero del mismo año se anunció que el nombre oficial del grupo era Treasure.
El 29 enero del mismo año Yang Hyun-suk anunció la creación de un segundo grupo, el 30 del mismo mes se anunció que el primer integrante que conformaría el segundo grupo era: Ha Yoon-bin, el 31 de enero se anunció que el segundo miembro era: Takata Mashiho, el 1 de febrero se anunció al tercer miembro: Kim Do-young, el 2 del mismo mes se reveló al cuarto miembro: Kanemoto Yoshinori, el 3 de febrero se reveló al quinto miembro: Park Ji-hoon, y finalmente el 4 del mismo mes se reveló al sexto y último miembro del grupo: Hanada Asahi. Finalmente el 7 de febrero anunció que el segundo grupo sería conocido como Magnum.
Ese mismo día reveló que los miembros de las subunidades de "Treasure" y "Magnum" realizarían promociones por separado y en conjunto como un grupo de 13 miembros y serían conocidos como TREASURE 13. También se anunció que sus días de preparaciones y vidas diarias serían vistas a través de un programa llamado "Open the Treasure Box", el cual sería transmitido a través de V Live y YouTube, mientras que el nombre del grupo de fanes de los tres grupos sería conocido como "Treasure Makers".
La segunda temporada del programa contará con aprendices femeninas y seguirá la misma dinámica.

## Miembros

### Presentador
| Artista       | Ocupación               | Episodios | Duración        |
| ------------- | ----------------------- | --------- | --------------- |
| Yang Hyun-suk | CEO de YG Entertainment | 1-        | 2018 - presente |
| Jang Sung-kyu | Locutor                 | -         | 2018 - presente |

### Jueces invitados
| Artistas        | Ocupación                      | Episodio donde apareció | Duración |
| --------------- | ------------------------------ | ----------------------- | -------- |
| Kang Seung-yoon | Cantante / Miembro de WINNER   | 6-7, 9                  | 2018     |
| Lee Seung-hoon  | Cantante / Miembro de WINNER   | 6-7, 9                  | 2018     |
| Song Min-ho     | Rapero / Miembro de WINNER     | 6-7                     | 2018     |
| Kim Jin-woo     | Cantante / Miembro de WINNER   | 6-7                     | 2018     |
| BlackPink       | Cantantes                      | 4                       | 2018     |
| Seungri         | Cantante / Miembro de Big Bang | 2                       | 2018     |

### Grupos
- Primera temporada

| Grupo A                                                                                    | Grupo B                                                                                                   | Grupo C                                                                                     | Grupo J |
| ------------------------------------------------------------------------------------------ | --- | ------------------------------------------------------------------------------------------- | --- |
| Bang Ye-dam Kim Jun-kyu Choi Hyun-suk Kim Seung-hun Lee Byoung-gon Kim Do-young Lee Mi-dam | Kang Seok-hwa Ha Yoon-bin Wang Jyun-hao Park Ji-hoon Jang Yun-seo Yoon Jae-hyuk Kim Sung-yeon Kil Do-hwan | Park Jeong-woo Lee In-hong Jung Jun-hyuk So Jung-hwan Yun Si-yun Kim Jong-seob Kim Yeon-gue | Terazono Keita Watanabe Haruto Kanemoto Yoshinori Hanada Asahi Hadaka Mahiro Takata Mashiho Okamoto Kotaro |

## Episodios
El programa está conformado por 2 temporadas. La primera temporada fue estrenada el 16 de noviembre del 2018 y finalizó el 18 de enero del 2019 y estuvo conformado por 10 episodios, emitidos todos los viernes. Los episodios de la primera temporada estuvieron disponibles a través de VLive el 7 de diciembre del 2018 a las 10:00pm (KST), mientras que a través de JTBC2 y YouTube, los episodios son emitidos dos horas después a las 12:00pm (KST).
Los aprendices del Group J, fueron entrenados en la sucursal japonesa de YG Entertainment, YG JAPAN, siendo ocultados de los demás aprendices hasta el episodio 1 donde fueron revelados.
Las eliminaciones comenzaron durante el 6.º episodio, a través de presentaciones en dúo, cada duelo presentó a un superviviente y a un eliminado.
La segunda temporada fue estrenada en febrero del 2019.

## Duelos

### Primera temporada

#### Episodio 3[29]
| Duelos | Duelos | Duelos                   | Duelos                                 | Duelos | Duelos        |
| Grupo  | Competidores                                                                                              | Canción interpretada     | Miembros elegidos                      | | Team Treasure |
| ------ | --- | ------------------------ | -------------------------------------- | --- | ------------- |
| A      | Bang Ye-dam Kim Jun-kyu Choi Hyun-suk Kim Seung-hun Lee Byoung-gon Kim Do-young                           | "Energetic" de Wanna One | Bang Ye-dam Kim Jun-kyu Kim Seung-hun  | Bang Ye-dam Kim Jun-kyu Kim Seung-hun Wang Jyun-hao Ha Yoon-bin Park Ji-hoon Park Jeong-woo So Jung-hwan Watanabe Haruto Takata Mashiho |               |
| B      | Wang Jyun-hao Ha Yoon-bin Park Ji-hoon Kang Seok-hwa Jang Yun-seo Yoon Jae-hyuk Kim Sung-yeon Kil Do-hwan | "Go Go" de BTS           | Wang Jyun-hao Ha Yoon-bin Park Ji-hoon | Bang Ye-dam Kim Jun-kyu Kim Seung-hun Wang Jyun-hao Ha Yoon-bin Park Ji-hoon Park Jeong-woo So Jung-hwan Watanabe Haruto Takata Mashiho |               |
| C      | Park Jeong-woo Lee In-hong Jung Jun-hyuk So Jung-hwan Yun Si-yun Kim Jong-seob Kim Yeon-gue               | "View" de SHINee         | Park Jeong-woo So Jung-hwan            | Bang Ye-dam Kim Jun-kyu Kim Seung-hun Wang Jyun-hao Ha Yoon-bin Park Ji-hoon Park Jeong-woo So Jung-hwan Watanabe Haruto Takata Mashiho |               |
| J      | Terazono Keita Watanabe Haruto Yoshinori Hanada Asahi Mahiro Takata Mashiho Kotaro                        | "Killing Me" de IKON     | Watanabe Haruto Takata Mashiho         | Bang Ye-dam Kim Jun-kyu Kim Seung-hun Wang Jyun-hao Ha Yoon-bin Park Ji-hoon Park Jeong-woo So Jung-hwan Watanabe Haruto Takata Mashiho |               |

#### Episodio 5[30]
Durante el episodio del 14 de diciembre, los aprendices eliminados tuvieron la oportunidad de competir en una batalla 1 a 1 de cambio de posición, para tratar de ocupar un lugar en el equipo "Treasure 7", el cual estaba formado por Kim Jun-kyu, Mashiho, Park Jeong-woo, Bang Ye-dam, So Jung-hwan, Haruto y Ha Yoon-bin, quienes habían recibido las puntuaciones más altas.
| Duelos | Duelos         | Duelos                           | Duelos | Duelos         | Duelos                                                                                       | Duelos     |
| Duelo  | Competidores   | Canción interpretada             | Votos  | Ganador        |                                                                                              | Treasure 7 |
| ------ | -------------- | -------------------------------- | ------ | -------------- | -------------------------------------------------------------------------------------------- | ---------- |
| 1      | Park Jeong-woo |                                  | -      | Kim Yeon-gue   | Kim Yeon-gue So Jung-hwan Takata Mashiho Ha Yoon-bin Bang Ye-dam Kim Jun-kyu Watanabe Haruto |            |
| 1      | Kim Yeon-gue   | -                                | -      | Kim Yeon-gue   | Kim Yeon-gue So Jung-hwan Takata Mashiho Ha Yoon-bin Bang Ye-dam Kim Jun-kyu Watanabe Haruto |            |
| 2      | Choi Hyun-suk  | "Lie" de Jimin (BTS)             | -      | So Jung-hwan   | Kim Yeon-gue So Jung-hwan Takata Mashiho Ha Yoon-bin Bang Ye-dam Kim Jun-kyu Watanabe Haruto |            |
| 2      | So Jung-hwan   | -                                | -      | So Jung-hwan   | Kim Yeon-gue So Jung-hwan Takata Mashiho Ha Yoon-bin Bang Ye-dam Kim Jun-kyu Watanabe Haruto |            |
| 3      | Kim Seung-hun  | "D" de Dean                      | -      | Takata Mashiho | Kim Yeon-gue So Jung-hwan Takata Mashiho Ha Yoon-bin Bang Ye-dam Kim Jun-kyu Watanabe Haruto |            |
| 3      | Mashiho        | "D" de Dean                      | -      | Takata Mashiho | Kim Yeon-gue So Jung-hwan Takata Mashiho Ha Yoon-bin Bang Ye-dam Kim Jun-kyu Watanabe Haruto |            |
| 4      | Ha Yoon-bin    |                                  | -      | Ha Yoon-bin    | Kim Yeon-gue So Jung-hwan Takata Mashiho Ha Yoon-bin Bang Ye-dam Kim Jun-kyu Watanabe Haruto |            |
| 4      | Yoshinori      | -                                | -      | Ha Yoon-bin    | Kim Yeon-gue So Jung-hwan Takata Mashiho Ha Yoon-bin Bang Ye-dam Kim Jun-kyu Watanabe Haruto |            |
| 5      | Wang Jyun-hao  | "Love Yourself" de Justin Bieber | -      | Bang Ye-dam    | Kim Yeon-gue So Jung-hwan Takata Mashiho Ha Yoon-bin Bang Ye-dam Kim Jun-kyu Watanabe Haruto |            |
| 5      | Bang Ye-dam    | "Love Yourself" de Justin Bieber | -      | Bang Ye-dam    | Kim Yeon-gue So Jung-hwan Takata Mashiho Ha Yoon-bin Bang Ye-dam Kim Jun-kyu Watanabe Haruto |            |

#### Episodio 6[31]
Durante el sexto episodio, los participantes compitieron en batallas de "dos contra dos unidades", así como en batallas individuales para determinar quienes llegarían a formar el grupo debut. A los aprendices Jang Yun-seo y Terazono Keita, se les dio la oportunidad y fueron elegidos como los dos rivales adicionales para luchar por un puesto en el "Treasure 7", luego de entrenarse por mucho tiempo y demostrar un talento excepcional.
| Duelos | Duelos       | Duelos               | Duelos | Duelos         | Duelos                                                                                      | Duelos     |
| Duelo  | Competidores | Canción interpretada | Votos  | Ganador        |                                                                                             | Treasure 7 |
| ------ | ------------ | -------------------- | ------ | -------------- | ------------------------------------------------------------------------------------------- | ---------- |
| 1      | Jang Yun-seo | "Beautiful" de Crush | -      | Kim Jun-kyu    | Bang Ye-dam Ha Yoon-bin Kim Yeon-gue So Jung-hwan Takata Mashiho Kim Jun-kyu Terazono Keita |            |
| 1      | Kim Jun-kyu  | "Beautiful" de Crush | -      | Kim Jun-kyu    | Bang Ye-dam Ha Yoon-bin Kim Yeon-gue So Jung-hwan Takata Mashiho Kim Jun-kyu Terazono Keita |            |
| 2      | Keita        | "Oyeah" de OLNL      | -      | Terazono Keita | Bang Ye-dam Ha Yoon-bin Kim Yeon-gue So Jung-hwan Takata Mashiho Kim Jun-kyu Terazono Keita |            |
| 2      | Haruto       | "Oyeah" de OLNL      | -      | Terazono Keita | Bang Ye-dam Ha Yoon-bin Kim Yeon-gue So Jung-hwan Takata Mashiho Kim Jun-kyu Terazono Keita |            |

Posteriormente Hyun-sik anunció que se elegirían a los miembros de "Treasure 6", por lo que la siguiente ronda de competiciones comenzó, donde las posiciones de unidades de "dos contra dos" cambiaron luego de formar tres conjuntos de pares. Bang Ye-dam, Kim Jun-kyu y Ha Yoon-bin, quienes obtuvieron los tres primeros puestos en la última ronda de competición, pudieron elegir al miembro de su equipo. Posteriormente los 21 participantes restantes también formaron 11 pares. 
| Bang Yedam y Keita                               | Kim Jun-kyu y Mashiho | Ha Yoon-bin y Kim Yeon-gue | Yoshinori y Mahiro | Choi Hyun-suk y Jung Jun-hyuk | Haruto y Park Jeong-woo | Yoon Jae-hyuk y Yun Si-yun | Kim Seung-hun y Lee Byoung-gon | Kim Do-young y Kil Do-hwan | So Jung-hwan y Lee In-hong | Jang Yun-seo y Kim Seung-yeon | Watanabe Haruto Park Jeong-woo Kim Seung-hun Lee Byoung-gon Kim Do-young Kil Do-hwan |
| Las unidades en indican a los equipos ganadores. |                       |                            |                    |                               |                         |                            |                                |                            |                            |                               |                                                                                      |

Las unidades ganadoras pasaron a la siguiente fase, mientras que las ocho unidades restantes compitieron en batallas individuales, transformándose de compañeros de equipo a competidores. Las competencias continuaron en el siguiente episodio.
| 1                                                                 | Kanemoto Yoshinori | "B-DAY" de iKON | - | Kanemoto Yoshinori | Hidaka Mahiro |
| 1                                                                 | Hadaka Mahiro      | "B-DAY" de iKON | - | Kanemoto Yoshinori | Hidaka Mahiro |
| Los nombres en indican a los participantes que fueron eliminados. |                    |                 |   |                    |               |

#### Episodio 7[32]
Durante el séptimo episodio, de los 11 dúos que no fueron elegidos para formar el grupo "Treasure 6", fueron elegidos tres equipos que podrían tener la oportunidad de desafiar a los participantes de "Treasure 6". El ganador de cada batalla fue elegido por Yang Hyun-suk o por los votos de "100 Treasure Makers" (100 espectadores que fueron seleccionados para ver la transmisión en vivo de las presentaciones de los aprendices). Al final de cada batalla, el equipo de "Treasure 6" podía decidir quién juzgaría la batalla, eligiendo entre una "carta de oro" y una de "plata" (una de las cartas representa a Yang Hyun-suk y la otra a los espectadores), pero sin saber cuál era cuál.
| Duelos | Duelos                           | Duelos                                 | Duelos                | Duelos                           | Duelos                                                                                | Duelos     |
| Duelo  | Competidores                     | Canción interpretada                   | Juez                  | Ganadores                        |                                                                                       | Treasure 6 |
| ------ | -------------------------------- | -------------------------------------- | --------------------- | -------------------------------- | ------------------------------------------------------------------------------------- | ---------- |
| 1      | Lee Byoung-gon y Kim Seung-hun   | "I'm not sorry" de Dean                | "100 Treasure Makers" | Lee Byoung-gon y Kim Seung-hun   | Lee Byoung-gon Kim Seung-hun Terazono Keita Bang Ye-dam Waanabe Haruto Park Jeong-woo |            |
| 1      | Ha Yoon-bin y Kim Yeon-gue       | "Woo ah" de Crush                      | "100 Treasure Makers" | Lee Byoung-gon y Kim Seung-hun   | Lee Byoung-gon Kim Seung-hun Terazono Keita Bang Ye-dam Waanabe Haruto Park Jeong-woo |            |
| 2      | Kim Do-young y Kil Do-hwan       | "Freedom" de iKON                      | Yang Hyun-suk         | Bang Ye-dam y Terazono Keita     | Lee Byoung-gon Kim Seung-hun Terazono Keita Bang Ye-dam Waanabe Haruto Park Jeong-woo |            |
| 2      | Terazono Keita y Bang Ye-dam     | "Really" de BLACKPINK                  | Yang Hyun-suk         | Bang Ye-dam y Terazono Keita     | Lee Byoung-gon Kim Seung-hun Terazono Keita Bang Ye-dam Waanabe Haruto Park Jeong-woo |            |
| 3      | Watanabe Haruto y Park Jeong-woo | "Oh Yeah" de GD & T.O.P Feat. Park Bom | "100 Treasure Makers" | Park Jeong-woo y Watanabe Haruto | Lee Byoung-gon Kim Seung-hun Terazono Keita Bang Ye-dam Waanabe Haruto Park Jeong-woo |            |
| 3      | Takata Mashiho y Kim Jun-kyu     | "FUN" de Pitbull Feat. Chris Brown     | "100 Treasure Makers" | Park Jeong-woo y Watanabe Haruto | Lee Byoung-gon Kim Seung-hun Terazono Keita Bang Ye-dam Waanabe Haruto Park Jeong-woo |            |

Posteriormente los ocho dúos restantes que no habían podido participar en la batalla por un puesto en el "Treasure 6", se vieron forzados a enfrentarse cara a cara contra sus propios compañeros en una ronda de eliminación. Las competencias continuaron en el siguiente episodio.
| 1                                                                 | Wang Jyun-hao | "Ko Ko Bop" de EXO | - | Park Ji-hoon | Wang Jyun-hao |
| 1                                                                 | Park Ji-hoon  | "Ko Ko Bop" de EXO | - | Park Ji-hoon | Wang Jyun-hao |
| Los nombres en indican a los participantes que fueron eliminados. |               |                    |   |              |               |

#### Episodio 8[33]
Los participantes concluyeron la ronda de eliminación "uno a uno", en donde cada uno de los seis dúos se enfrentaron y al finalizar sus actuaciones, Yang Hyuk-sik elegía a un participante para seguir en la siguiente ronda, dejando al otro eliminado automáticamente.
| 1                                                                 | Kim Jong-seob  | "The Monster" de Eminem       | - | Kim Jong-seob | Okamoto Kotaro | Keita Bang Ye-dam Haruto Park Jeong-woo Kim Seung-hun |
| 1                                                                 | Okamoto Kotaro | "The Monster" de Eminem       | - | Kim Jong-seob | Okamoto Kotaro | Keita Bang Ye-dam Haruto Park Jeong-woo Kim Seung-hun |
| 2                                                                 | So Jung-hwan   | "I Need a Girl" de Taeyang    | - | So Jung-hwan  | Lee In-hong    | Keita Bang Ye-dam Haruto Park Jeong-woo Kim Seung-hun |
| 2                                                                 | Lee In-hong    | "I Need a Girl" de Taeyang    | - | So Jung-hwan  | Lee In-hong    | Keita Bang Ye-dam Haruto Park Jeong-woo Kim Seung-hun |
| 3                                                                 | Kang Seok-hwa  | "what2do" de Dean             | - | Kang Seok-hwa | Hanada Asahi   | Keita Bang Ye-dam Haruto Park Jeong-woo Kim Seung-hun |
| 3                                                                 | Hanada Asahi   | "what2do" de Dean             | - | Kang Seok-hwa | Hanada Asahi   | Keita Bang Ye-dam Haruto Park Jeong-woo Kim Seung-hun |
| 4                                                                 | Yoon Jae-hyuk  | "My Type" de IKON             | - | Yoon Jae-hyuk | Yun Si-yun     | Keita Bang Ye-dam Haruto Park Jeong-woo Kim Seung-hun |
| 4                                                                 | Yun Si-yun     | "My Type" de IKON             | - | Yoon Jae-hyuk | Yun Si-yun     | Keita Bang Ye-dam Haruto Park Jeong-woo Kim Seung-hun |
| 5                                                                 | Jang Yun-seo   | 'The Lazy Song' de Bruno Mars | - | Jang Yun-seo  | Kim Sung-yeon  | Keita Bang Ye-dam Haruto Park Jeong-woo Kim Seung-hun |
| 5                                                                 | Kim Sung-yeon  | 'The Lazy Song' de Bruno Mars | - | Jang Yun-seo  | Kim Sung-yeon  | Keita Bang Ye-dam Haruto Park Jeong-woo Kim Seung-hun |
| 8                                                                 | Choi Hyun-suk  | "Yammy Gang" de A$AP Ferg     | - | Choi Hyun-suk | Jang Jun-hyuk  | Keita Bang Ye-dam Haruto Park Jeong-woo Kim Seung-hun |
| 8                                                                 | Jang Jun-hyuk  | "Yammy Gang" de A$AP Ferg     | - | Choi Hyun-suk | Jang Jun-hyuk  | Keita Bang Ye-dam Haruto Park Jeong-woo Kim Seung-hun |
| Los nombres en indican a los participantes que fueron eliminados. |                |                               |   |               |                |                                                       |

Después de las eliminaciones, el programa reveló su siguiente misión: una batalla en equipo que requería que los participantes se dividieran en grupos de cinco, también anunciaron que la alineación debut se reduciría a "Treasure 5", por lo que uno de los participantes del grupo dejaría la alineación para unirse a los otros competidores. Luego de revelar que Lee Byoung-gon y Kim Seung-hun, habían recibido la puntuación más baja de votos como dúo, los miembros eligieron a Kim Seung-hun, para que permaneciera en el equipo. Con la incorporación de Byoung-gon a los demás competidores, ahora cada uno de los 15 participantes que no habían logrado ingresar a la alineación del "Treasure 5", votaron por dos miembros con los que les gustaría formas un equipo y los dos concursantes que obtuvieron la mayor cantidad de votos, tuvieron la oportunidad de crear sus propios equipos de cinco.
| Tresure 5                                                               | Grupo 2                                                     | Grupo 3                                                        | Grupo 4                                                             |
| ----------------------------------------------------------------------- | ----------------------------------------------------------- | -------------------------------------------------------------- | ------------------------------------------------------------------- |
| Terazono Keita Bang Ye-dam Watanabe Haruto Park Jeong-woo Kim Seung-hun | Lee Byoung-gon Mashiho Kim Jun-kyu Kim Do-young Ha Yoon-bin | Choi Hyun-suk Park Ji-hoon, Kim Yeon-gue Yoshinori Kil Do-hwan | So Jung-hwan Kim Jong-seob Kang Seok-hwa Yoon Jae-hyuk Jang Yun-seo |

#### Episodio 9[34]
Durante el episodio Hyun-suk, anunció que de los 20 participantes restantes, nueve serían eliminados y solo 11 pasarían a la ronda final. Durante el episodio los 20 participantes, se dividieron en cuatro equipos de cinco, quienes se enfrentaron frente a 300 miembros de la audiencia por una oportunidad. 
Posteriormente se anunció que debido al resultado de los votos de audiencia, todos los miembros del equipo del primer lugar, tres miembros del segundo lugar, dos miembros del tercer lugar y un miembro del cuarto lugar avanzarían hacia la ronda final. El episodio finalizó con Yang Hyun-suk anunciando que el grupo final, estaría conformado por siete miembros.
| Inicio | Treasure 5                                                              | "Going Crazy"            | "Going Crazy" | "Going Crazy"                                          | "Going Crazy" | "Going Crazy" | "Going Crazy" |
| Equipo | Competidores                                                            | Canción interpretada     | Votos         | Eliminados                                             |               |               |               |
| Treasure 5 | Terazono Keita Bang Ye-dam Watanabe Haruto Park Jeong-woo Kim Seung-hun | "DNA" de BTS             | 812           | Terazono Keita Kim Seung-hun                           |               |               |               |
| Team A | Choi Hyun-suk Park Ji-hoon Kim Yeon-gue Kanemoto Yoshinori Kil Do-hwan  | "Boomerang" de Wanna One | 647           | Kim Yeon-gue Yoshinori Kil Do-hwan                     |               |               |               |
| Team B | So Jung-hwan Kim Jong-seob Kang Seok-hwa Yoon Jae-hyuk Jang Yun-seo     | "Growl" de EXO           | 607           | Kim Jong-seob Kang Seok-hwa Yoon Jae-hyuk Jang Yun-seo |               |               |               |
| Team C | Lee Byoung-gon Takata Mashiho Kim Jun-kyu Kim Do-young Ha Yoon-bin      | "Dumb & Dumber" de IKON  | 864           | -                                                      |               |               |               |
| El número en indican al equipo ganador, mientras que los nombres en indican a los miembros que fueron eliminados. |                                                                         |                          |               |                                                        |               |               |               |

#### Episodio 10[36]
El 17 de enero de 2019, YG Entertainment subió un vídeo previo del episodio 10, donde Yang Hyun-suk le anunciaba a los participantes que Kim Seung-hun y Yoon Jae-hyuk, dos aprendices que ya habían sido eliminados regresarían y avanzarían a la siguiente ronda debido a los altos votos que recibieron durante la misión anterior. Cada participante puede recibir un total de 1000 puntos. Los productores representan el 50% de la puntuación final, el 20% es de la votación en línea y el 30% representa a la audiencia del estudio. Además, los aprendices compiten en presentaciones de rap, voz y baile. El primer lugar de cada posición obtiene automáticamente un lugar en el grupo que debutará.

### Posiciones
- Los miembros en color dorado      indican a los integrantes del primer grupo "Treasure" que debutará.
- Mientras los integrantes en color azul      indican a los miembros del segundo grupo "Magnum" que debutarán.[39]
- Los miembros de los dos grupos, también formarán un grupo de 13 miembros el cual será conocido como "TREASURE 13".

| - | Bang Ye-dam        | A | - | 4  | -                | -                | -                | -                | -                | -                | -                | 2                | 2018 - 2019 |
| - | Kim Jun-kyu        | A | - | 12 | -                | -                | -                | -                | -                | -                | -                | 4                | 2018 - 2019 |
| - | Choi Hyun-suk      | A | - | 11 | -                | -                | -                | -                | -                | -                | -                | 7                | 2018 - 2019 |
| - | Lee Byoung-gon     | A | - | 18 | -                | -                | -                | -                | -                | -                | -                | -                | 2018 - 2019 |
| - | Kim Do-young       | A | - | 13 | -                | -                | -                | -                | -                | -                | -                | 3                | 2018 - 2019 |
| - | Ha Yoon-bin        | B | - | 7  | -                | -                | -                | -                | -                | -                | -                | 1                | 2018 - 2019 |
| - | Park Ji-hoon       | B | - | 20 | -                | -                | -                | -                | -                | -                | -                | 5                | 2018 - 2019 |
| - | Park Jeong-woo     | C | - | 2  | -                | -                | -                | -                | -                | -                | -                | 5                | 2018 - 2019 |
| - | So Jung-hwan       | C | - | 22 | -                | -                | -                | -                | -                | -                | -                | 3                | 2018 - 2019 |
| - | Yun Si-yun         | C | - | 21 | -                | -                | -                | -                | -                | -                | -                | -                | 2018 - 2019 |
| - | Watanabe Haruto    | J | - | 5  | -                | -                | -                | -                | -                | -                | -                | 1                | 2018 - 2019 |
| - | Takata Mashiho     | J | - | 8  | -                | -                | -                | -                | -                | -                | -                | 2                | 2018 - 2019 |
| - | Kim Seung-hun      | A | - | 19 | -                | -                | -                | -                | -                | -                | -                | -                | 2018 - 2019 |
| - | Yoon Jae-hyuk      | B | - | 28 | -                | -                | -                | -                | -                | -                | -                | 6                | 2018 - 2019 |
| - | Kanemoto Yoshinori | J | - | 17 | -                | -                | -                | -                | -                | -                | -                | 4                | 2018        |
| - | Kang Seok-hwa      | B | - | 24 | -                | -                | -                | -                | -                | -                | -                | Eliminado        | 2018        |
| - | Jang Yun-seo       | B | - | 27 | -                | -                | -                | -                | -                | -                | -                | Eliminado        | 2018        |
| - | Kil Do-hwan        | B | - | 15 | -                | -                | -                | -                | -                | -                | -                | Eliminado        | 2018        |
| - | Kim Jong-seob      | C | - | 9  | -                | -                | -                | -                | -                | -                | -                | Eliminado        | 2018        |
| - | Kim Yeon-gue       | C | - | 26 | -                | -                | -                | -                | -                | -                | -                | Eliminado        | 2018        |
| - | Terazono Keita     | J | - | 6  | -                | -                | -                | -                | -                | -                | -                | Eliminado        | 2018        |
| - | Hanada Asahi       | J | - | 16 | -                | -                | -                | -                | -                | Eliminado        | Eliminado        | 6*               | 2018        |
| - | Okamoto Kotaro     | J | - | 23 | -                | -                | -                | -                | -                | Eliminado        | Eliminado        | Eliminado        | 2018        |
| - | Lee In-hong        | C | - | 14 | -                | -                | -                | -                | -                | Eliminado        | Eliminado        | Eliminado        | 2018        |
| - | Jung Jun-hyuk      | C | - | 1  | -                | -                | -                | -                | -                | Eliminado        | Eliminado        | Eliminado        | 2018        |
| - | Kim Sung-yeon      | B | - | 29 | -                | -                | -                | -                | -                | Eliminado        | Eliminado        | Eliminado        | 2018        |
| - | Wang Jyun-hao      | B | - | 3  | -                | -                | -                | -                | Eliminado        | Eliminado        | Eliminado        | Eliminado        | 2018        |
| - | Hadaka Mahiro      | J | - | 10 | -                | -                | -                | Eliminado        | Eliminado        | Eliminado        | Eliminado        | Eliminado        | 2018        |
| - | Lee Mi-dam         | A | - | 25 | Dejó el programa | Dejó el programa | Dejó el programa | Dejó el programa | Dejó el programa | Dejó el programa | Dejó el programa | Dejó el programa | 2018        |
| Las unidades en indican al concursante que abandonaron el programa.Mientras que las unidades indican a los concursantes que fueron eliminados durante el 9.º episodio pero que regresaron a la competencia durante el 10.º episodio.Las unidades en , indican a los participantes que lograron quedar entre los siete primeros lugares y ganarse un lugar en el grupo que debutará.El número en cursiva indica al miembro que fue eliminado durante el décimo episodio, pero que posteriormente al final del programa se reveló que había sido elegido para formar parte del segundo grupo que debutaría.El número en cursiva y con * indica al miembro que fue eliminado durante el octavo episodio, pero que posteriormente al final del programa se reveló que había sido elegidopara formar parte del segundo grupo que debutaría. |                    |   |   |    |                  |                  |                  |                  |                  |                  |                  |                  |             |

### Raitings
| Ep. | Fecha de Emisión        | Promedio de Audiencia Compartida | Promedio de Audiencia Compartida |
| Ep. | Fecha de Emisión        | AGB Nielsen                      | AGB Nielsen                      |
| Ep. | Fecha de Emisión        | Escala Nacional                  | Seúl                             |
| --- | ----------------------- | -------------------------------- | -------------------------------- |
| 1   | 16 de noviembre de 2018 |                                  |                                  |
| 2   | 23 de noviembre de 2018 |                                  |                                  |
| 3   | 30 de noviembre de 2018 |                                  |                                  |
| 4   | 7 de diciembre de 2018  |                                  |                                  |
| 5   | 14 de diciembre de 2018 |                                  |                                  |
| 6   | 21 de diciembre de 2018 |                                  |                                  |
| 7   | 28 de diciembre de 2018 |                                  |                                  |
| 8   | 4 de enero de 2019      |                                  |                                  |
| 9   | 11 de enero de 2019     |                                  |                                  |
| 10  | 18 de enero de 2019     |                                  |                                  |

## Producción
El programa es producido por la compañía productora YG Entertainment y también es conocido como "YG's Box of Jewels". 
Yang Hyun-suk, el CEO de la agencia, informó que le dará mucha importancia a la apariencia física de los participantes. El título del programa "YG Treasure Box", es una frase a menudo usada por los fans, de que una vez los artistas de YG terminan sus promociones, ellos son encerrados en una caja de joyas y no salen mucho.
La mayoría de participantes del Group B, llevaban pocos meses en la agencia YG Entertainment antes de entrar al programa.
El concursante Lee Mi-dam abandonó el reality por motivos personales durante episodio 3.
El 13 de diciembre del 2018 se anunció que el programa estaría conformado por dos temporadas.
El 11 de febrero del 2019 se anunció que los 13 integrantes elegidos para conformar "Treasure 13" realizarían una transmisión especial a través de V Live el 13 de febrero del mismo año a las 9:00pm, donde compartirán sus primeras impresiones acerca del grupo y compartirán sus perfiles. También servirá para que los miembros de la sub-unidad "Magnum", saluden por primera vez como grupo desde que se reveló la noticia de su alineación.
El 13 del mismo mes se anunció que el nuevo grupo había lanzado sus páginas oficiales en Twitter, Facebook, Youtube e Instagram.